# Metacyrba taeniola
Metacyrba taeniola är en spindelart. Metacyrba taeniola ingår i släktet Metacyrba och familjen hoppspindlar.

## Underarter
Arten delas in i följande underarter:
- M. t. similis
- M. t. taeniola